# 兵庫県道712号床瀬神鍋高原線
兵庫県道712号床瀬神鍋高原線（ひょうごけんどう712ごう とこせかんなべこうげんせん）は、兵庫県豊岡市を通る一般県道である。

## 概要
豊岡市竹野町椒（はじかみ）から豊岡市日高町栗栖野に至る。

### 路線データ
- 起点：豊岡市竹野町椒（兵庫県道1号日高竹野線交点）
- 終点：豊岡市日高町栗栖野（国道482号交点）
- 総延長：7.863 km

## 地理

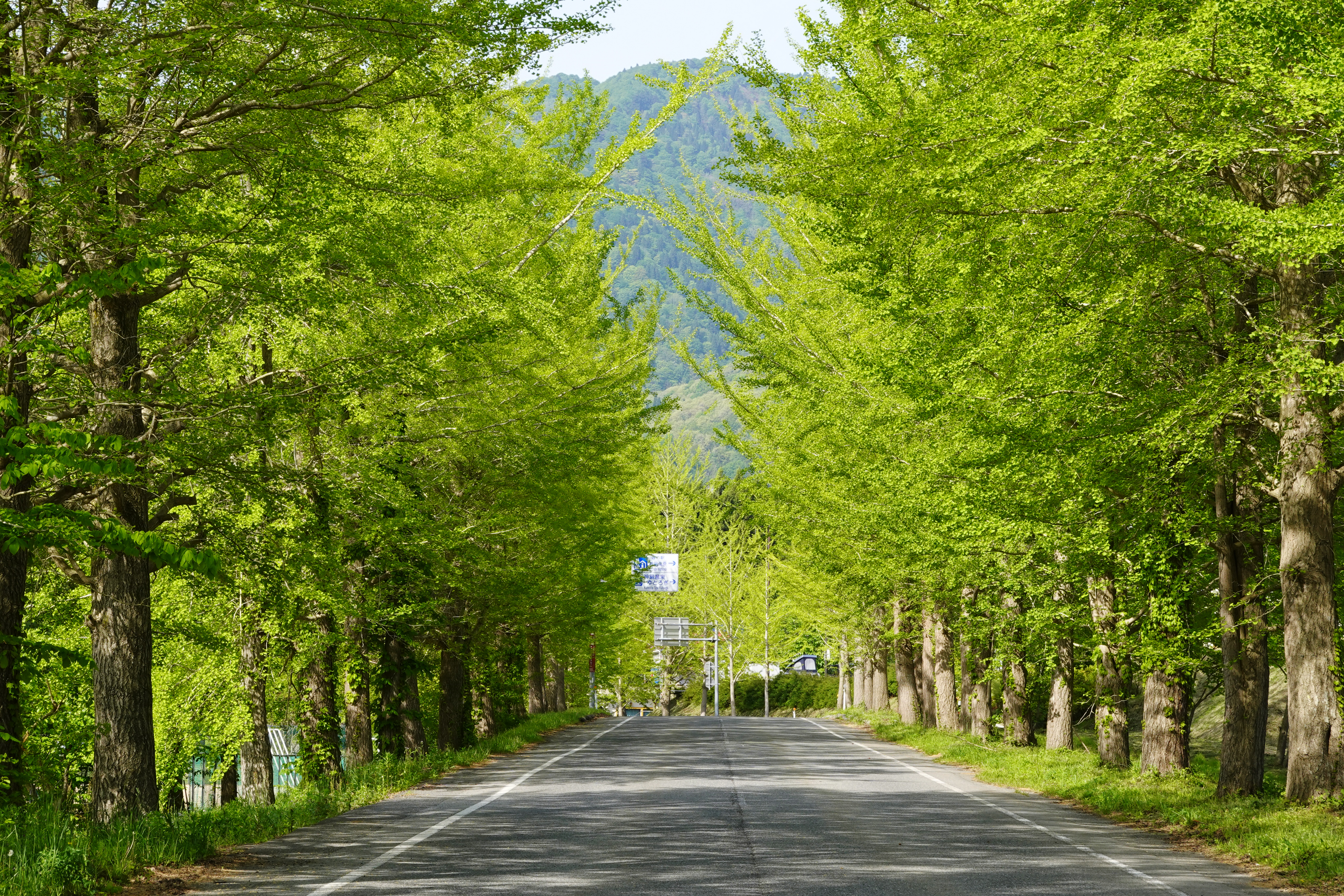
神鍋高原、道の駅神鍋高原前の銀杏並木

### 通過する自治体
- 豊岡市

### 交差する道路
| 交差する道路          | 交差する場所 | 交差する場所 |
| --------------------- | ------------ | ------------ |
| 兵庫県道1号日高竹野線 | 竹野町椒（） | 起点         |
| 国道482号             | 日高町栗栖野 | 終点         |

### 沿線
- 神鍋高原キャンプ場
- 道の駅神鍋高原